# Lindra hawaiiensis
Lindra hawaiiensis är en svampart som beskrevs av Kohlm. & Volkm.-Kohlm. 1987. Lindra hawaiiensis ingår i släktet Lindra och familjen Lulworthiaceae.   Inga underarter finns listade i Catalogue of Life.